# Apogon caudicinctus
Apogon caudicinctus es una especie de pez de la familia de los apogónidos en el orden de los perciformes.

## Morfología
Los machos pueden alcanzar los 6,4 cm de longitud total.

## Distribución geográfica
Se encuentran en la isla de Reunión, Mauricio y las Islas Ryukyu.